# Hone Heke

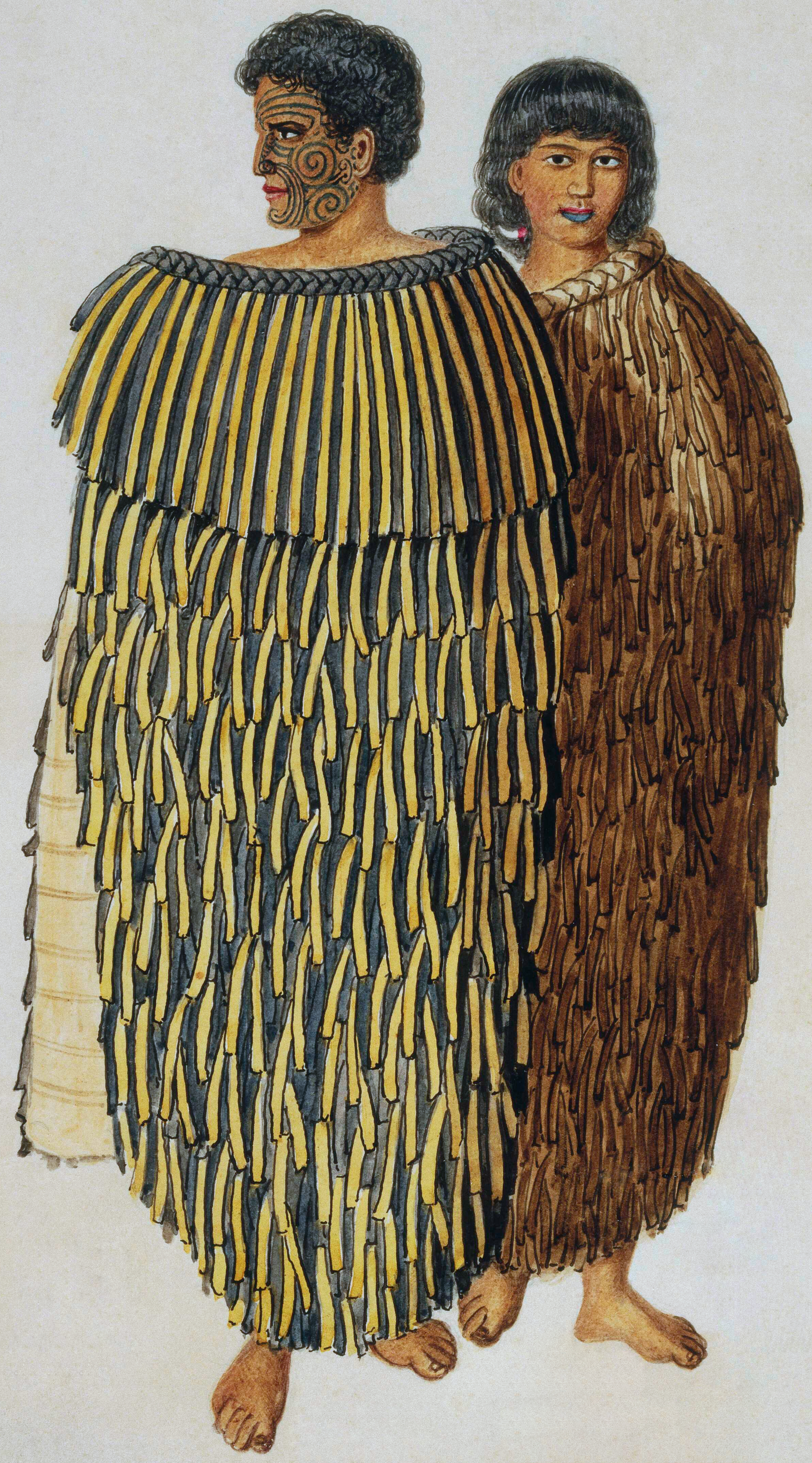
Hone Heke mit Ehefrau Hariata, circa 1845

Hone Wiremu Heke Pokai (* um 1810; † 6. August 1850) war ein Māori-Häuptling in Neuseeland. Er gilt als Auslöser des Flagstaff War (Fahnenmast-Krieg) 1845 bis 1846, der ersten Episode der Neuseelandkriege von 1845 bis 1872.

## Herkunft
Heke wurde in Pakaraka südlich von Kerikeri in der Bay of Islands geboren. Er war Mitglied des Iwi der Ngāpuhi, und sein Mana verschaffte ihm großen Einfluss auf seinen Stamm. Er wuchs in der Gegend um Kaikohe auf und überlebte nur knapp die Kriege zwischen den Stämmen. Als Jugendlicher besuchte er die Missionsschule in Kerikeri und kam unter den Einfluss des Missionars Henry Williams. Heke konvertierte schließlich zusammen mit seiner Frau zum Christentum und wurde Laienprediger.

## Krieger
Berühmt wurde Hone Heke jedoch als Krieger. Er war Teilnehmer der ersten Schlacht von Kororareka im Jahre 1830, an Titores Expedition nach Tauranga, kämpfte mit ihm gegen Pomare II im Jahr 1837.
Hone Heke war einer der Unterzeichner des Vertrags von Waitangi am 6. Februar 1840.
Hekes Zweifel am Vertrag von Waitangi stellten sich als berechtigt heraus. Die Hauptstadt Neuseelands wurde von Kororareka nach Auckland verlegt. Infolgedessen erhielt die Region der Bay of Islands keine Staatseinnahmen mehr, es wurden keine Zölle mehr erhoben, es durften zudem keine Kauri-Bäume mehr gefällt werden. Weiterhin durfte Land von nun an nur an den Staat verkauft werden; diese Maßnahme war eigentlich zum Schutz der Māori gedacht gewesen. Die Summe all dieser Veränderungen führte aber zu einer deutlich schlechteren wirtschaftlichen Lage der Māori. Zudem wurde klar, dass nach Ansicht der Briten alle Autorität, auch über die Stammesführer, bei der britischen Krone lag, obwohl der Vertrag von Waitangi beide Vertragspartner als ebenbürtig beschrieben hatte.
Als Zeichen seiner Ablehnung fällte Hone Heke den britischen Fahnenmast in Kororareka mitsamt der britischen Flagge, was die Briten als Akt der Rebellion interpretierten. Im Verlauf von sechs Monaten wiederholte Hone Heke seine Tat noch zweimal. Daraufhin wurde ein ganzes Bataillon britischer Soldaten zur Bewachung des Fahnenmastes abgestellt. Mit einem Ablenkungsmanöver gelang es Hone Heke dennoch, den Fahnenmast ein viertes Mal abzusägen. Diese Tat gilt als Beginn des flagstaff war („Fahnenmastkrieg“), des ersten Abschnitts der Neuseelandkriege.
Heke hatte maßgeblichen Anteil an der ersten Phase des Konflikts, allerdings wurde er in der Schlacht von Te Ahu Ahu schwer verletzt und trat daher erst bei der Belagerung von Ruapekapeka einige Monate später wieder in Erscheinung. Kurze Zeit darauf begegnete Heke seinem Hauptgegner auf Māori-Seite, Tāmati Wāka Nene, der auf der Seite der Briten kämpfte. Beide vereinbarten einen Waffenstillstand, den sie dann den Briten vorlegten. Der damalige Gouverneur Neuseelands, George Grey, stellte den Waffenstillstand allerdings als Sieg der Briten dar. 1848 schlossen Hone Heke und George Grey dann in einem Treffen Frieden.

## Bedeutung
Danach zog sich Hone Heke nach Kaikohe zurück und starb zwei Jahre später an Tuberkulose. Bis heute wird er als der große Führer des Ngā Puhi-Stammes und vieler weiterer Māori verehrt. Er ist an einem geheimen Ort bestattet, sein Grab ist daher Thema vieler Geschichten und Gerüchte.